# Магнезит (компания)
«Магнези́т» — российская компания, занимающаяся производством огнеупоров. Комбинат занимается горно-обогатительным производством и оказанием услуг по производству магнезиальной и другой продукции. Предприятие расположено по адресу: Челябинская область, город Сатка, улица Солнечная дом 34, градообразующее предприятие Сатки. Является лидером по производству огнеупорных материалов в России.

## История
Компания основана в 1900 году. В 1901 году завод, расположенный в городе Сатка, выпустил первую продукцию. В 1913 году Товарищество «Магнезит» было преобразовано в акционерное общество. К 1940 году «Магнезит» стал крупнейшим предприятием огнеупорной промышленности России. В 1967 году при комбинате был основан музей «Магнезит». В 1977 к заводу были присоединены Кыштымский огнеупорный завод и Челябинское рудоуправление. В том же году завод «Магнезит» преобразован в Комбинат «Магнезит». Начала работать шахта Магнезитовая. В 1996 получена лицензия на разработку месторождения Голубое в Красноярском крае.
В 2003 году комбинат становится частью группы «Магнезит», в которую вошло ещё шесть производственных площадок. В 2005 году начал работать новый завод по производству неформованных огнеупоров, который построили совместно с германским производителем огнеупоров Intocast. В августе того же года в состав группы «Магнезит» вошло немецкое предприятие «Feuerfest Siegburg», которое стало главной площадкой группы на европейском рынке. 22 апреля 2006 года в КНР в Исине группой «Магнезит» и китайской фирмой Nanfang было открыто совместное российско-китайское предприятие «Wuxi Nanfang Dalmond Refractories Co., Ltd» по производству огнеупоров.
В 2008 году в состав группы вошёл Раздолинский периклазовый завод в Раздолинске. В декабре группа Магнезит подписала соглашение с немецкой компанией Hargreaves Raw Material Sservice о возможности реализации продукции из Германии. Была приобретена компания Slovmag в Словакии, в 2009 введено в эксплуатацию Liaoning Dalmond Refractories Co, Ltd (Китай). Началась разработка Тальского месторождения в Красноярском крае. В 2012 году Группа «Магнезит» начала сотрудничать с немецкой компанией LUCKS Feuerfesttechnik GmbH. В том же году в состав группы вошёл Пантелеймоновский огнеупорный завод, на котором в 2013 году запустили линию производства магнезиальных флюсов производительностью 50 тысяч т в год. В том же году на Саткинской производственной площадке была введена в действие самая мощная производственная печь Polysius (80 000 т продукции в год). С 2013 года Группа «Магнезит» сотрудничает с российско-итальянским сталелитейным заводом по производству сложных корпусных изделий весом до 30 т ООО «БВК». В 2015 году компания начала сотрудничать с ОАО «Магнитогорский металлургический комбинат»
По итогам 2021 года выручка ПАО «Комбинат „Магнезит“» составляла 7,8 млрд рублей. 25 ноября 2022 года было зарегистрировано акционерное общество «Магнезит-Холдинг». В декабре 2022 года АО «Магнезит-Холдинг» приобрело у Latourel Holdings Limited (Кипр) 86,24 % голосующих акций ПАО «Комбинат „Магнезит“».
В 2018 году у предприятия возникли проблемы с нарушением законодательства об охране атмосферного воздуха при эксплуатации установок очистки газа.
В начале 2023 года Росприроднадзор выявил множество нарушений на комбинате. По словам руководителя ведомства Светланы Радионовой, в результате проверки было установлено превышение содержания загрязняющих веществ I—III классов опасности, в числе которых фенолы, ксилолы и тяжёлые металлы, а также было обнаружено несоответствие точек отбора проб с источников выбросов. Кроме того, было выявлено, что предприятие не поставило на учёт 56 из 359 источников вредных выбросов и допускает нарушения при эксплуатации установок очистки газа.

## Предприятия
Группа «Магнезит» является интегрированной компанией, которая занимается обеспечением полного цикла производства и реализации огнеупорной продукции. В ООО входят структуры по производству плавленого периклаза, порошков и другой продукции, испытательные, аналитические и торговые подразделения.
Предприятия группы расположены в городах:
- Россия: Нижний Тагил, Екатеринбург, Раздолинск, Красноярск, Новокузнецк, Кыштым, Сатка, Челябинск, Магнитогорск, Орск, Таганрог, Москва, Санкт-Петербург, Нижний Новгород;
- Украина, Донецкая Область, Пантелеймоновка близ Горловки;
- Казахстан, Павлодар;
- Польша, Сопот;
- Словакия, Кошице, Любеник;
- Германия, Ратинген;
- Китай, Инкоу, Исин (совместное предприятие с компанией Nanfang)[21].

В ведении комбината «Магнезит» находится уникальная для России действующая узкоколейная железная дорога колеи 1000 мм. Развёрнутая протяжённость узкоколейной железной дороги — около 20 километров. Дорога полностью электрифицирована.

В компании действуют Саткинская производственная площадка и Нижнеангарская производственная площадка (в том числе Раздолинский периклазовый завод). «Магнезит» выпускает огнеупоры «Русский Магнезит» — это флагманская линейка высококачественных огнеупорных материалов, плавленый периклаз и плотноспеченный клинкер с содержанием MgО не менее 97 %.

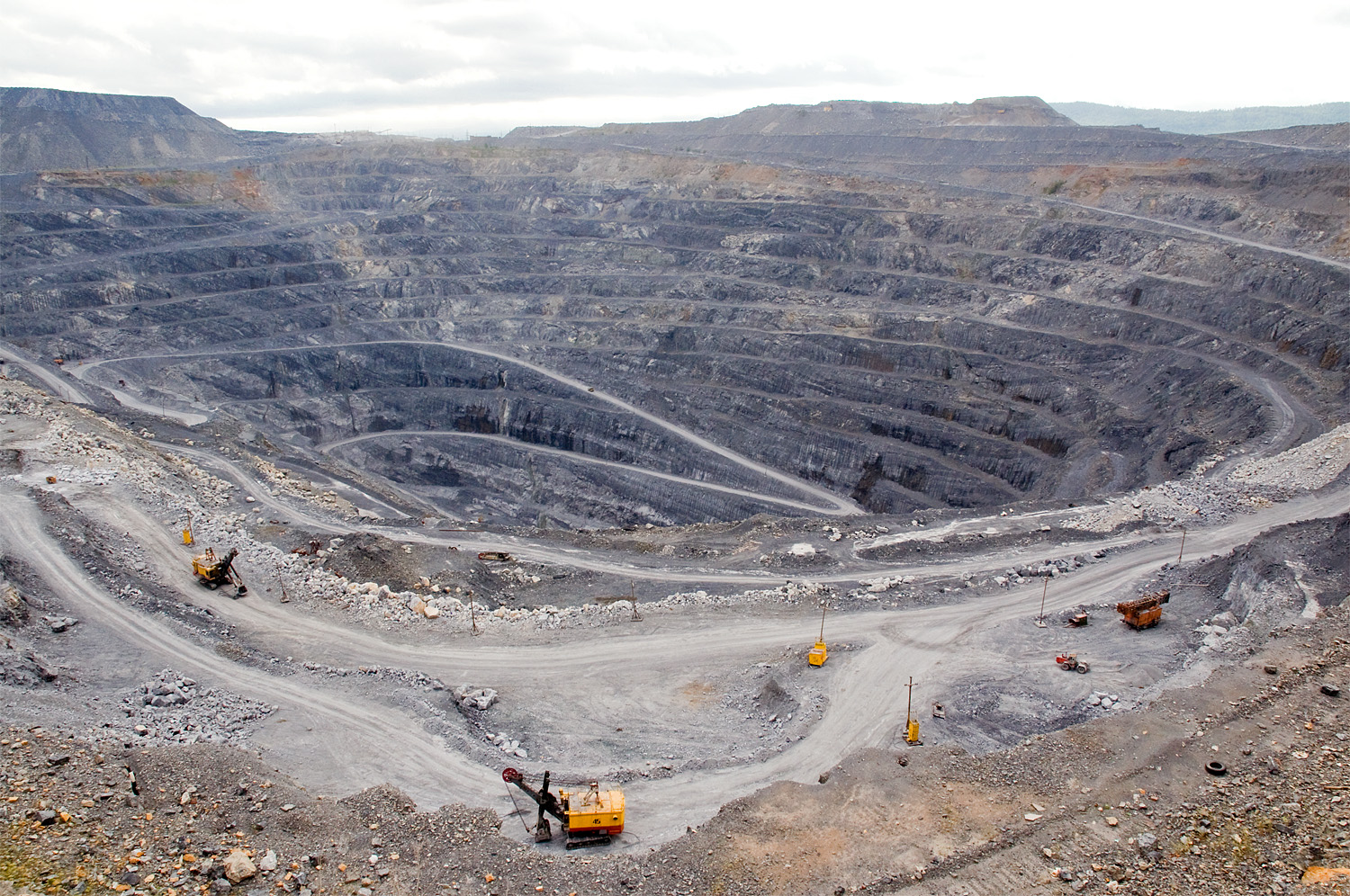
Один из карьеров, где добывают магнезит

### Филиалы
- «Магнезитмонтажсервис» — с филиалами в городах Екатеринбург, Новокузнецк. Работает по аутсорсингу с фирмами ММК, Мечел, УГМК-Холдинг, Русская медная компания, Евроцемент груп, БазэлЦемент, Лафарж Цемент, Arcelor Mittal, Han Ye Nanyang Special Steel Co. Ltd., Jinan Special Steel Co. Ltd.[25][25]

## Руководство
В 2004 году председателем совета директоров комбината был Алексей Кончин, гендиректором предприятия — Анатолий Слободин.
В 2009 году в совет директоров ООО Группы «Магнезит» входили генеральный директор ООО Группа «Магнезит» Сергей Одегов, председатель совета директоров холдинга Владимир Дунаев, президент группы «Магнезит» Сергей Коростелев, член совета директоров ОАО Комбинат «Магнезит» Сергей Сырескин и Артём Токарев.
В 2014 году в совет директоров входили: генеральный директор ООО «Ай Ти Эф Девелопмент» Владимир Горбунов, директор финансового департамент ООО «Группа „Магнезит“» Евгений Ненашев, генеральный директор ООО «ЕРЦ» Юрий Ручкин, директор коммерческого департамента ООО «Группа „Магнезит“» Григорий Таратухин, начальник отдела текущего правового сопровождения и договорной работы ОАО «Комбинат „Магнезит“» Наталья Тюрина, председатель совета директоров ОАО "Комбинат «Магнезит» Леонид Урмашов, первый заместитель генерального директора ОАО «Комбинат „Магнезит“» Максим Шаров. Генеральным директором предприятия был Владимир Зайцев.
По состоянию на 2023 год, руководителями являются:
- президент группы — Коростелёв, Сергей Павлович.
- председатель совета директоров — Дунаев, Владимир Валерьевич.
- генеральный директор группы — Одегов, Сергей Юрьевич[30].

Входит в состав ITF Group.

## Производство
| Год  | Огнеупоры (всего) формованные, тыс. т | Огнеупорные неформованные материалы, тыс. т |
| ---- | ------------------------------------- | ------------------------------------------- |
| 2013 | 239,7                                 | 375,9                                       |
| 2014 | 233,1                                 | 328                                         |
| 2015 | 227,5                                 | 320,1                                       |
| 2016 | 157,1                                 | 344,4                                       |
| 2017 | 236,3                                 | 353,9                                       |
| 2018 | 257,2                                 | 322,3                                       |
| 2019 | 239,3                                 | 351,7                                       |

| Год  | Добыча сырого магнезита, тыс. т | Вскрыша, тыс. м³ | Производство продукции для дальнейшей переработки, тыс. т |
| ---- | ------------------------------- | ---------------- | --------------------------------------------------------- |
| 2007 | 3241                            | 7952             | -                                                         |
| 2008 | 2755                            | 5723             | -                                                         |
| 2009 | 2229,6                          | 4250             | 2222,2                                                    |
| 2010 | 2572,5                          | 4714             | 110,9                                                     |
| 2011 | 2624,7                          | 3471,2           | 2411,7                                                    |
| 2012 | 2436,6                          | 5164,9           | 2196,5                                                    |
| 2013 | 2117,1                          | 4239,2           | 1707,2                                                    |
| 2014 | 1969,8                          | 2854,3           | 1831,9                                                    |

## Финансовые показатели
| Год  | Выручка, млрд руб | Прибыль, млрд руб |
| ---- | ----------------- | ----------------- |
| 2012 | 18,10             | 1,15              |
| 2013 | 16,74             | 0,495             |
| 2014 | 17,21             | - 1,04            |
| 2015 | 19,82             | 0,669             |
| 2016 | 20,95             | 1,55              |
| 2017 | 21,44             | 1,49              |
| 2018 | 26,69             | 2,94              |
| 2019 | 26,99             | 2,69              |
| 2020 | 22,41             | 1,03              |
| 2021 | 26,83             | 0,652             |